# KidyGo
 (janvier 2019).
KidyGo est une startup lyonnaise créée en 2014 par Joanna Faulmeyer et Thomas Dournet deux anciens étudiants de l’Ecole centrale de Nantes. L'offre commerciale est un service d’accompagnement d’enfant en train, autocar et avion.

## Histoire
En 2014, les deux cofondateurs créent une plateforme qui « met en relation des étudiants qui veulent payer moins cher le train et des parents qui cherchent des accompagnateurs pour leurs enfants ». Leur consacrant un article à l'époque, Le Figaro écrit que le service est « moins contraignant mais moins rassurant que (celui de) la SNCF ». 
En 2015, KidyGo intègre l'incubateur BoostInLyon et obtient une bourse French Tech. 
En 2017, une collecte de fonds est réalisée auprès de plusieurs actionnaires dont les Aéroports de Lyon, le Crédit agricole et BPI France.[réf. nécessaire]
En 2018, une application mobile est lancée[réf. nécessaire]. Un partenariat est également conclu avec Ouigo et Ouibus. L'entreprise revendique alors 25 000 utilisateurs par an.  

## Caractéristiques
KidyGo commercialise un service fondé sur l'économie collaborative.[réf. souhaitée]
Les parents qui s’inscrivent sur le site doivent payer la mise en relation avec un éventuel accompagnateur. Concrètement, ils postent une annonce détaillée en indiquant la contrepartie proposée à l'étudiant, règlement financier qui sera à leur charge exclusive. Les candidatures arrivent ensuite, les parents ont accès au profil de l'étudiant et peuvent communiquer avec lui par messages. Afin de pouvoir s'inscrire sur la plateforme en tant qu'accompagnateur, il est nécessaire de renseigner différentes informations, de disposer d'un casier judiciaire vierge et de régler une adhésion annuelle.